# Kloc (rzeka)
Kloc (ros Клёц) – rzeka w obwodzie smoleńskim w Rosji, rozpoczyna swój bieg we wsi Borek, a kończy uchodząc do jeziora Kaspla. Długość rzeki wynosi około 31 kilometrów, a powierzchnia dorzecza sięga 459 km².
We wczesnym średniowieczu biegł nią szlak handlowy od Waregów do Greków.